# TSC Residenz Ludwigsburg
Der Tanzsportclub Residenz Ludwigsburg e. V. ist ein Verein für wettkampfsmäßigen Tanzsport und für die allgemeine Tanzausbildung. Er wurde am 16. Oktober 1988 gegründet und wird von über 240 Mitgliedern getragen.
Der Verein bietet Gruppentraining für die jeweiligen Startklassen (von den Anfängern bis zu den Turnierpaaren) und Formationstraining in den Lateinamerikanischen Tänzen an. Die A-Formation des Vereins ist 2003, 2006, 2008, 2016, 2018 und 2020 in die 1. Bundesliga der Lateinformationen aufgestiegen.

## Lateinformationen

### A-Team

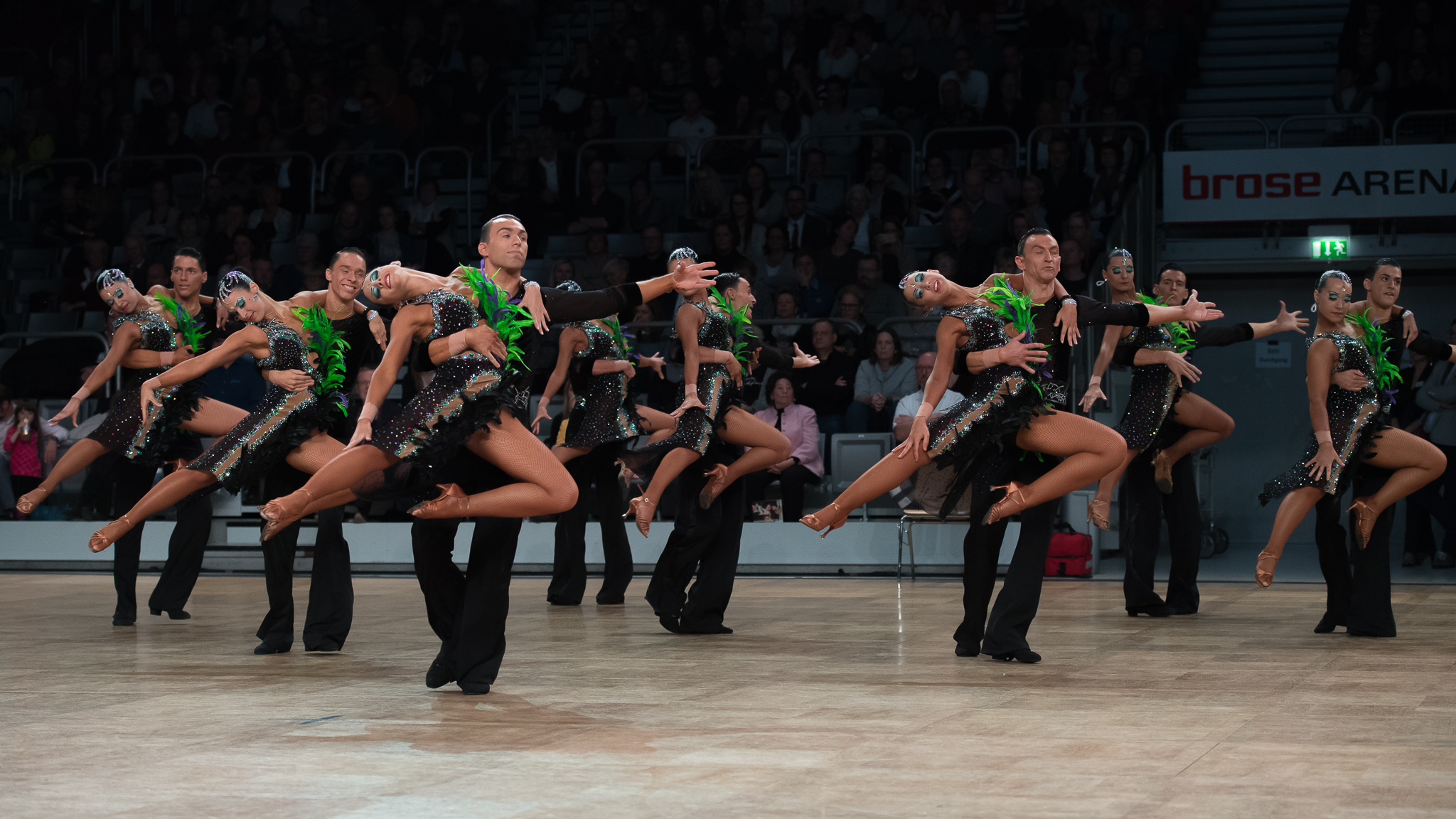
TSC Residenz Ludwigsburg bei der Deutschen Meisterschaft der Formationen 2016

Das A-Team tanzt in der 1. Bundesliga der Lateinformationen. Trainer des A-Teams sind Klaus Pätzold und Jürgen Neidlinger.
Die bisherigen Erfolge des A-Teams:
- 2023/24 (Thema „Change“): 5. Platz Deutsche Meisterschaft der Lateinformationen, 6. Platz in der 1. Bundesliga Latein
- 2022/23 (Thema „Change“): 7. Platz Deutsche Meisterschaft der Lateinformationen, 6. Platz in der 1. Bundesliga Latein
- 2021/22 (Thema „Sound of Sweden“): 7. Platz Deutsche Meisterschaft der Lateinformationen, 5. Platz in der 1. Bundesliga Latein
- 2020/21: Saison aufgrund der Corona-Pandemie entfallen
- 2019/20 (Thema „Sound of Sweden“): 1. Platz in der 2. Bundesliga Süd Latein, Aufstieg in die 1. Bundesliga Latein
- 2018/19 (Thema „Sound of Sweden“): 8. Platz Deutsche Meisterschaft der Lateinformationen, 8. Platz in der 1. Bundesliga Latein, Abstieg in die 2. Bundesliga Latein
- 2017/18 (Thema „Soar“): 2. Platz in der 2. Bundesliga Latein, Aufstieg in die 1. Bundesliga Latein
- 2016/17 (Thema „Soar“): 8. Platz Deutsche Meisterschaft der Lateinformationen, 8. Platz in der 1. Bundesliga Latein, Abstieg in die 2. Bundesliga Latein
- 2015/16 (Thema „Tainted Love“): 2. Platz in der 2. Bundesliga Latein, Aufstieg in die 1. Bundesliga Latein
- 2014/15 (Thema „Tainted Love“): 3. Platz in der 2. Bundesliga Latein
- 2013/14 (Thema „Savoir Vivre“): 3. Platz in der 2. Bundesliga Latein
- 2012/13 (Thema „Savoir Vivre“): 3. Platz in der 2. Bundesliga Latein
- 2011/12 (Thema „Out of the Dark“): 5. Platz in der 2. Bundesliga Latein
- 2010/11 (Thema „Out of the Dark“): 4. Platz in der 2. Bundesliga Latein
- 2009/10 (Thema „Rhythm of Almaz“): 7. Platz Deutsche Meisterschaft der Lateinformationen, 7. Platz in der 1. Bundesliga Latein, Abstieg in die 2. Bundesliga Latein
- 2008/09 (Thema „Loaf Beats“): 5. – 7. Platz Deutsche Meisterschaft der Lateinformationen, 6. Platz in der 1. Bundesliga Latein
- 2007/08 (Thema „Loaf Beats“): 1. Platz in der 2. Bundesliga Latein, Aufstieg in die 1. Bundesliga Latein
- 2006/07 (Thema „Tina Turner“):  7. Platz Deutsche Meisterschaft der Lateinformationen, 7. Platz in der 1. Bundesliga Latein, Abstieg in die 2. Bundesliga
- 2005/06 (Thema „Tina Turner“): 2. Platz in der 2. Bundesliga Latein, Aufstieg in die 1. Bundesliga Latein
- 2004/05 (Thema „Around the World“): 4. Platz in der 2. Bundesliga Latein
- 2003/04 (Thema „Around the World“): 7./8. Platz Deutsche Meisterschaft der Lateinformationen, 8. Platz in der 1. Bundesliga, Abstieg in die 2. Bundesliga Latein
- 2002/03 (Thema „Latin Pop“): 2. Platz in der 2. Bundesliga Latein, Aufstieg in die 1. Bundesliga Latein
- 2001/02 (Thema „Latin Pop“): 2. Platz in der Regionalliga Süd Latein, 2. Platz beim Relegationsturnier, Aufstieg in die 2. Bundesliga Latein
- 2000/01: 7. Platz in der 2. Bundesliga Latein, Abstieg in die Regionalliga Süd Latein
- 1999/00: 1. Platz in der Regionalliga Süd, Aufstieg in die 2. Bundesliga Latein

### Weitere Lateinformationen
Derzeit (Saison 2023/24) gibt es neben dem A-Team noch zwei weitere Lateinformationen im Verein. Das B-Team startet in der 2. Bundesliga Süd, das C-Team geht in der Landesliga Süd TBW 2 an den Start.